# Etzersdorf-Rollsdorf
Etzersdorf-Rollsdorf is een voormalige gemeente in de Oostenrijkse deelstaat Stiermarken, die bestond uit de ortschaften Etzersdorf, Rollsdorf en Lohngraben.
De gemeente maakte deel uit van het district Weiz en telde in 2013 1116 inwoners. In 2015 ging ze, net als Unterfladnitz, op in Sankt Ruprecht an der Raab.
Albersdorf-Prebuch
· Anger
· Birkfeld
· Fischbach
· Fladnitz an der Teichalm
· Floing
· Gasen
· Gersdorf an der Feistritz
· Gleisdorf
· Gutenberg
· Hofstätten an der Raab
· Ilztal
· Ludersdorf-Wilfersdorf
· Markt Hartmannsdorf
· Miesenbach bei Birkfeld
· Mitterdorf an der Raab
· Mortantsch
· Naas
· Passail
· Pischelsdorf am Kulm
· Puch bei Weiz
· Ratten
· Rettenegg
· Sankt Kathrein am Hauenstein
· Sankt Kathrein am Offenegg
· Sankt Margarethen an der Raab
· Sankt Ruprecht an der Raab
· Sinabelkirchen
· Strallegg
· Thannhausen
· Weiz